# Self-Help (llibre)
Self-Help; with Illustrations of Character and Conduct (Autoajuda; amb il·lustracions sobre caràcter i conducta) va ser un llibre publicat el 1859 per Samuel Smiles. La segona edició de 1866 va afegir Perseverance (Perseverança) al subtítol. Se l'ha anomenat "la bíblia del liberalisme de mitjans de l'època victoriana", i és un dels primers models, si no el primer, per a l’actual subgènere dels llibres d'autoajuda.

## Contingut
Smiles no va tenir gaire èxit en la seva carrera com a metge i periodista. Es va unir a diverses empreses cooperatives, però van fracassar per manca de capital. Desil·lusionat, es va allunyar de l'utopisme de classe mitjana i finalment va trobar refugi intel·lectual i fama nacional i internacional en l'individualisme de l'autoajuda. Va exaltar les virtuts de l'autoajuda, la indústria i la perseverança. Tanmateix, va rebutjar l'aplicació del laissez-faire a àrees crítiques com la salut pública i l'educació. Segons l'eminent historiador social Asa Briggs:
L'autoajuda era una de les virtuts preferides de l'era victoriana. Es considerava preferible confiar en un mateix moralment —i econòmicament— a dependre dels altres. Era una expressió de caràcter fins i tot quan no perdurava… Es va argumentar que el desenvolupament progressiu de la societat depenia en última instància no de l'acció col·lectiva ni de la legislació parlamentària, sinó de la prevalença de pràctiques d'autoajuda.
Smiles va construir el seu argument utilitzant tres conceptes de la Il·lustració del segle XVIII:
El concepte de determinisme ambiental va donar lloc al component "passiu" en el seu pensament. Això li va permetre defensar l'eliminació, per la intervenció del govern, de grans entrebancs que impedien el ple desenvolupament de l'individu.
Un segon tema va ser que la facultat intel·lectual d'una persona madura l'última en el seu desenvolupament personal. Això el va portar a emfatitzar el paper "actiu", destacant l'autoeducació i l'autoajuda.
Finalment donava per suposat que existia un ordre natural benèfic.

### Contingut de la segona edició
1. Preface
2. Introduction to the First Edition
3. Descriptive Contents

1. Self-Help—National and Individual
2. Leaders of Industry—Inventors and Producers
3. Three Great Potters—Palissy, Böttgher, Wedgwood
4. Application and Perseverance
5. Helps and Opportunities—Scientific Pursuit
6. Workers in Art
7. Industry and the Peerage
8. Energy and Courage
9. Men of Business
10. Money—Its Use and Abuse
11. Self-Culture—Facilities and Difficulties
12. Example—Models
13. Character—the True Gentleman

## Recepció

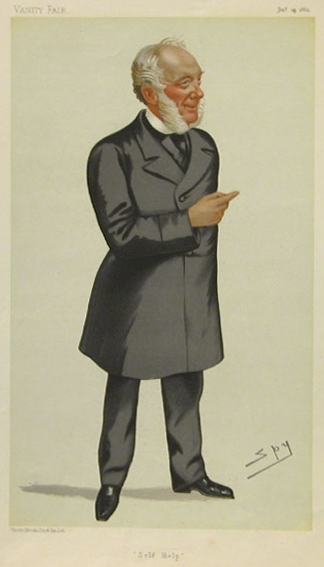
Samuel Smiles dibuixat per "Spy" a Vanity Fair, 1882.

El llibre va ser un supervendes des de bon començament, amb múltiples edicions i traduccions a moltes llengües. Només al Japó de l'era Meiji va vendre més d’un milió d’exemplars. Self-Help va vendre 20.000 còpies en un any des de la seva publicació. En el moment de la mort de Smiles el 1904, se n'havia venut més d'un quart de milió. Self-Help "va elevar [Smiles] a l'estatus de celebritat: gairebé de la nit al dia, es va convertir en un expert i un guru molt consultat". El llibre va ser traduït i publicat en neerlandès, francès, danès, alemany, italià, rus, japonès, àrab, turc i en diverses llengües índies.
Les tres novel·les juvenils d'autoajuda didàctica publicades per l'autor anglès GA Henty a la dècada de 1880 mostren la influència de Smiles. Cada un d'ells era una exposició de la filosofia de l'autoajuda expressada per Smiles.
Quan un visitant anglès al palau del Khedive a Egipte va preguntar d'on provenien els lemes de les parets del palau, se li va respondre: "Són principalment de Smeelis, hauríeu de conèixer Smeelis! Són del seu Self-Help ; són molt millors que els textos de l'Alcorà !"
El socialista Robert Tressell, a la seva novel·la The Ragged Troused Philanthropists, va dir que Self-Help era un llibre "apte per a la lectura de persones que pateixen una obliteració gairebé completa de les facultats mentals".
Un dels seus àvids lectors va ser el jove Sakichi Toyoda, el fundador de Toyota, que va rebre les aventures del protagonista –un inventor que dissenyava ginys per a la indústria tèxtil– com una veritable epifania. Una còpia de Self-Help que li pertanyia es troba sota una exposició de vidre al museu que hi ha al seu lloc de naixement.
Robert Blatchford, un activista socialista, va dir que era "un dels llibres més deliciosos i estimulants amb els quals ha estat la meva feliç sort trobar-me" i va argumentar que s'hauria d'ensenyar a les escoles. Tanmateix, també va assenyalar que els socialistes no se sentirien còmodes amb l'individualisme de Smiles, però també va assenyalar que Smiles va denunciar "l'adoració al poder, la riquesa, l'èxit i mantenir les aparences". :68–9
Un líder obrer va aconsellar a Blatchford que s'ho repensés: "És un llibre brutal; hauria de ser cremat pel botxí comú. Smiles va ser l'arxi-filisteu, i el seu llibre l'apoteosi de la respectabilitat, la gigmanitat i l'avarícia egoista". :68
No obstant això, Jonathan Rose ha argumentat que la majoria dels líders laboristes anteriors a 1914 que van comentar sobre Self-Help el van elogiar i no va ser fins després de la Primera Guerra Mundial que van aparèixer les crítiques a Smiles a les memòries dels treballadors.  Els diputats del Partit Laborista William Johnson i Thomas Summerbell van admirar el treball de Smiles i el líder miner comunista AJ Cook "va començar amb Self-Help ". :69 Alexander Tyrell argumenta (1970) que hi havia múltiples sistemes de valors entre la classe mitjana, i que l'enfocament de Smiles era un dels molts.